# Capacitat de càrrega
La capacitat de càrrega és el nombre màxim de membres d'una espècie que un determinat hàbitat pot suportar indefinidament. Hi ha nombroses experiències que demostren que, superat aquest nombre llindar, els recursos de supervivència de l'espècie comencen a reduir-se fins que la mateixa espècie també ho fa. L'espècie humana no es pot sostraure de les lleis de la natura, inclosa la seva pròpia capacitat de càrrega. És un concepte fortament lligat amb la sostenibilitat i la globalització.
La capacitat de càrrega explica la necessitat d'un ús sostenible dels recursos naturals, ja que, per a qualsevol espècie, l'única possibilitat que té de perpetuar-se de manera indefinida en un medi depèn del fet que consumeixi els recursos naturals més lentament que la capacitat que aquest tenen de reposició.

## Capacitat de càrrega humana

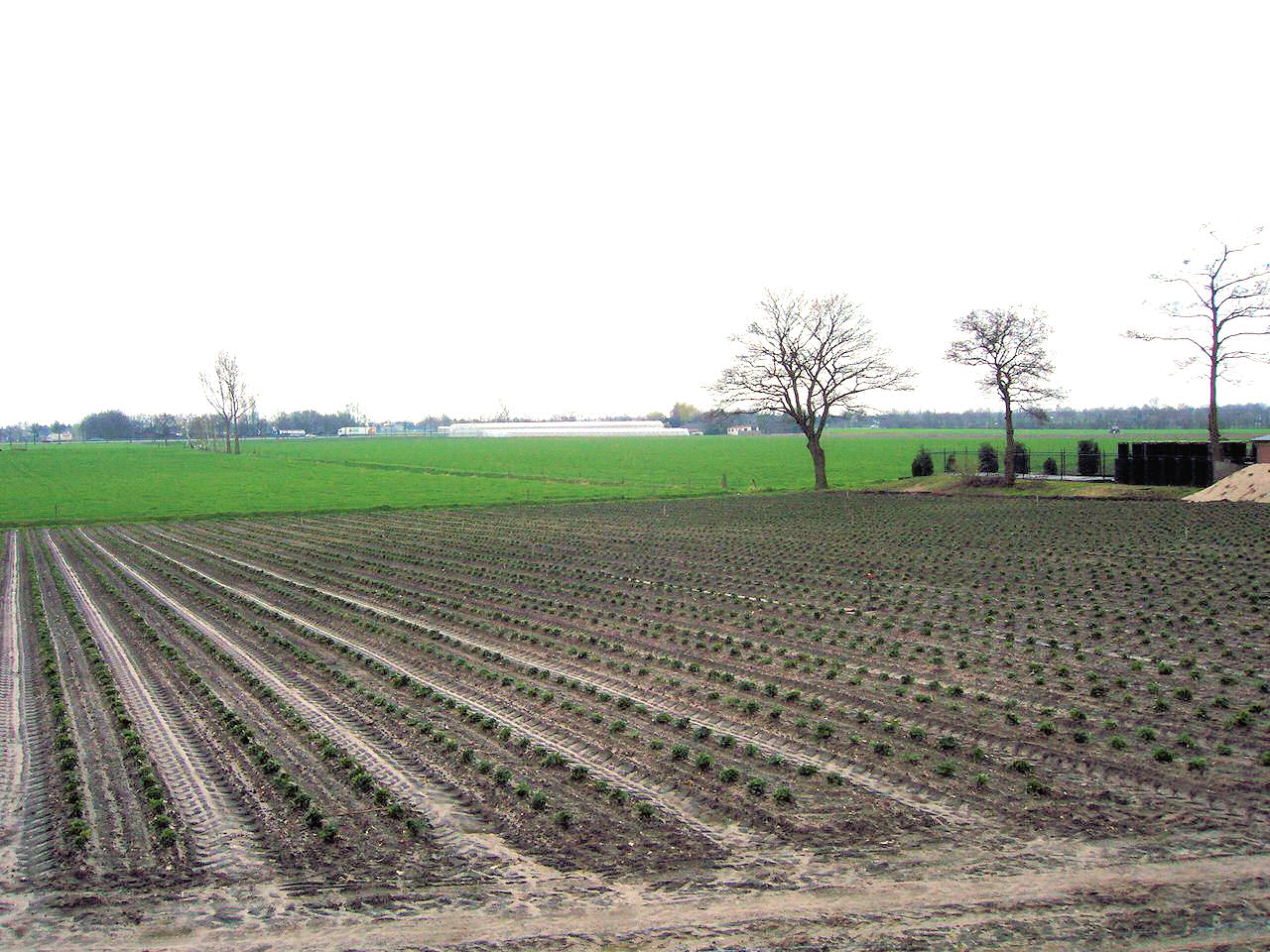
L'agricultura i la ramaderia van suposar l'alliberament de la servitud a la natura i el primer canvi de fase ecològica

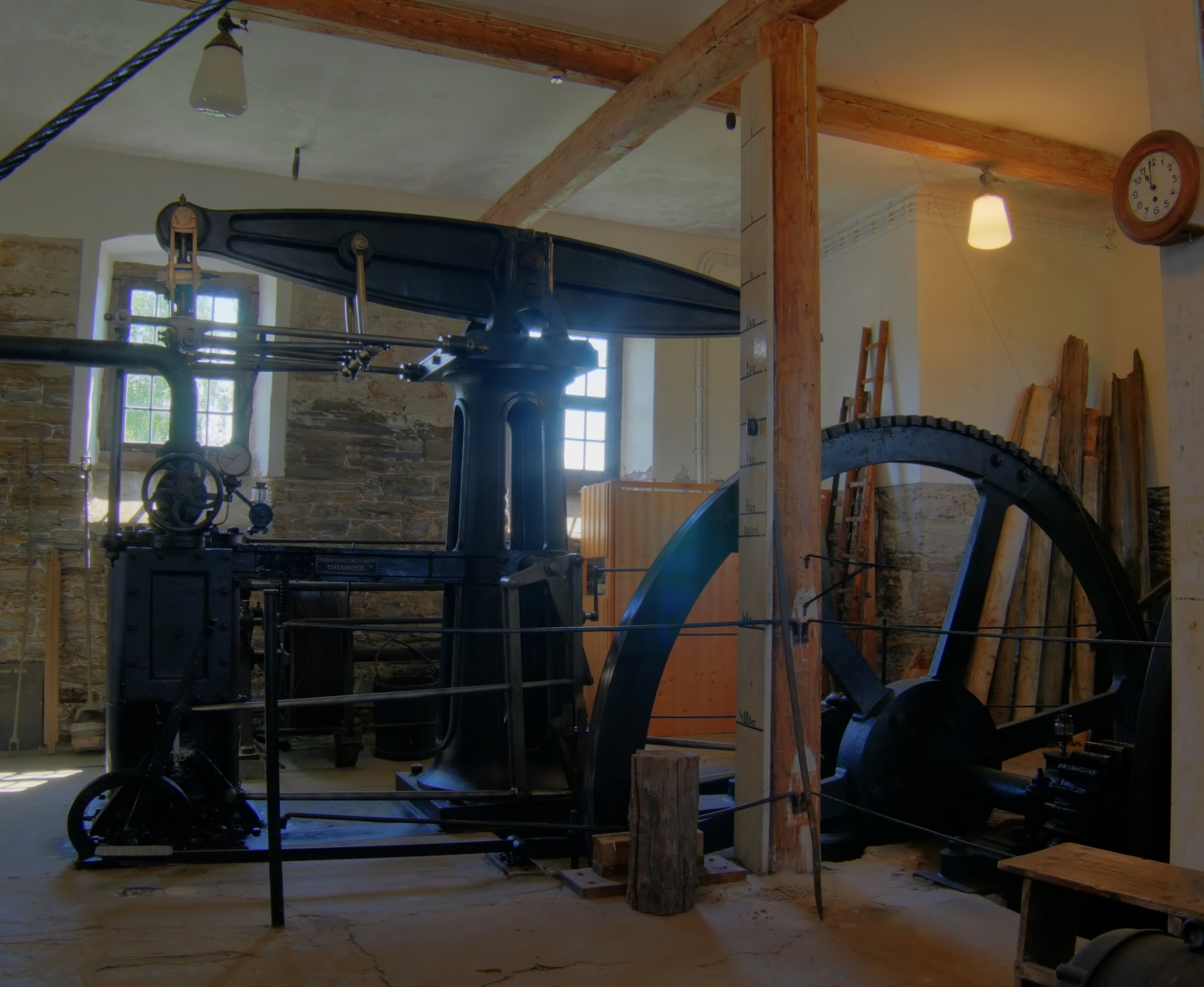
La màquina de vapor va suposar el pas a la fase d'alta energia

La història de l'ocupació humana del planeta Terra ha estat condicionada per la capacitat de càrrega dels ecosistemes que ha ocupat: la disponibilitat d'aliments i aigua, i tranquil·litat suficient per a poder menjar i reproduir-se. Durant la major part d'aquest temps l'ésser humà ha consumit els recursos naturals a una velocitat inferior a la capacitat natural de reposició que té cadascun d'ells. Però la relació entre els humans i el medi ha estat diversa i canviant amb el temps.
Segons l'historiador Stephen Boyden, aquesta relació es pot dividir en tres etapes diferents, que ell anomena fases ecològiques:
- Fase ecològica dels caçadors-recol·lectors:[1] la fase més duradora, d'unes 50.000 generacions i més del 99% de la història biològica humana. Aquest estil de vida necessitava molt d'espai, cosa que va fer que, en augmentar la població, s'arribés a la capacitat de càrrega humana en aquell medi, amb manca d'aliments per a sustentar-se. Sorgí la necessitat d'intensificar l'ús de recursos naturals, que en general (llevat de casos com l'Illa de Pasqua, Mesopotàmia o Yucatàn, on la superació de la capacitat de càrrega va tenir com a conseqüència un col·lapse de la civilització) va donar la següent fase.[2]
- Fase ecològica agrícola:[1] unes 400 generacions. L'alliberament de la servitud a la natura comporta sedentarisme, aparició de nuclis urbans, grans epidèmies, guerres massives, noves institucions socials, educació formal, noves tecnologies, especialització laboral, mercats de béns i serveis, desigualtat social de la distribució de la riquesa, esclavisme, colonialisme i l'inici del capitalisme. Es pot considerar una fase altament sostenible, però un cop més es va creuar el llindar de màxima capacitat de càrrega i els humans, que mancaven d'aliments, van optar per una nova intensificació de l'ús dels recursos naturals, en aquest cas per mitjà de màquines accionades per fonts d'energia provinent de combustibles fòssils, i iniciant així la fase següent.[2]
- Fase ecològica industrial o d'alta energia:[1] 4 generacions, des de fa una mica més de dos segles fins a l'actualitat, i un 0,01% de la història de l'espècie humana. La màquina de vapor millorada per James Watt obrí les portes de l'ús dels combustibles fòssils. Aquesta fase va començar quan es crearen les condicions adequades per a un avenç tecnològic transcendental que ha canviat la vida dels éssers humans i del planeta. Ja des de finals del segle XX l'espècie humana ha entrat en una nova crisi social a conseqüència de l'esgotament d'aliments, aigua i d'altres factors limitants de la seva expansió. Aquesta fase supera amb escreix els límits de capacitat de càrrega dels ecosistemes terrestres, cosa que fa que sigui una forma de vida insostenible, que implicarà probablement una nova fase ecològica de conseqüències desconegudes.[2]

## Quanta gent pot suportar la Terra actualment?
Aquesta pregunta no té resposta senzilla ni única. Com s'ha vist a l'apartat anterior, aquesta quantitat depèn de l'estil de vida, de la utilització dels recursos i de la tecnologia. Aquests no són únicament coneixements, saber fer i capacitats, sinó que van dirigits com a esforços per a solucionar necessitats. És a dir, que el nombre de gent que la Terra pot suportar depèn de qui vulguem satisfer i amb quines necessitats, així com quins recursos decidim utilitzar segons les tecnologies disponibles.

## Quanta gent i durant quantes generacions més podrà suportar la Terra?

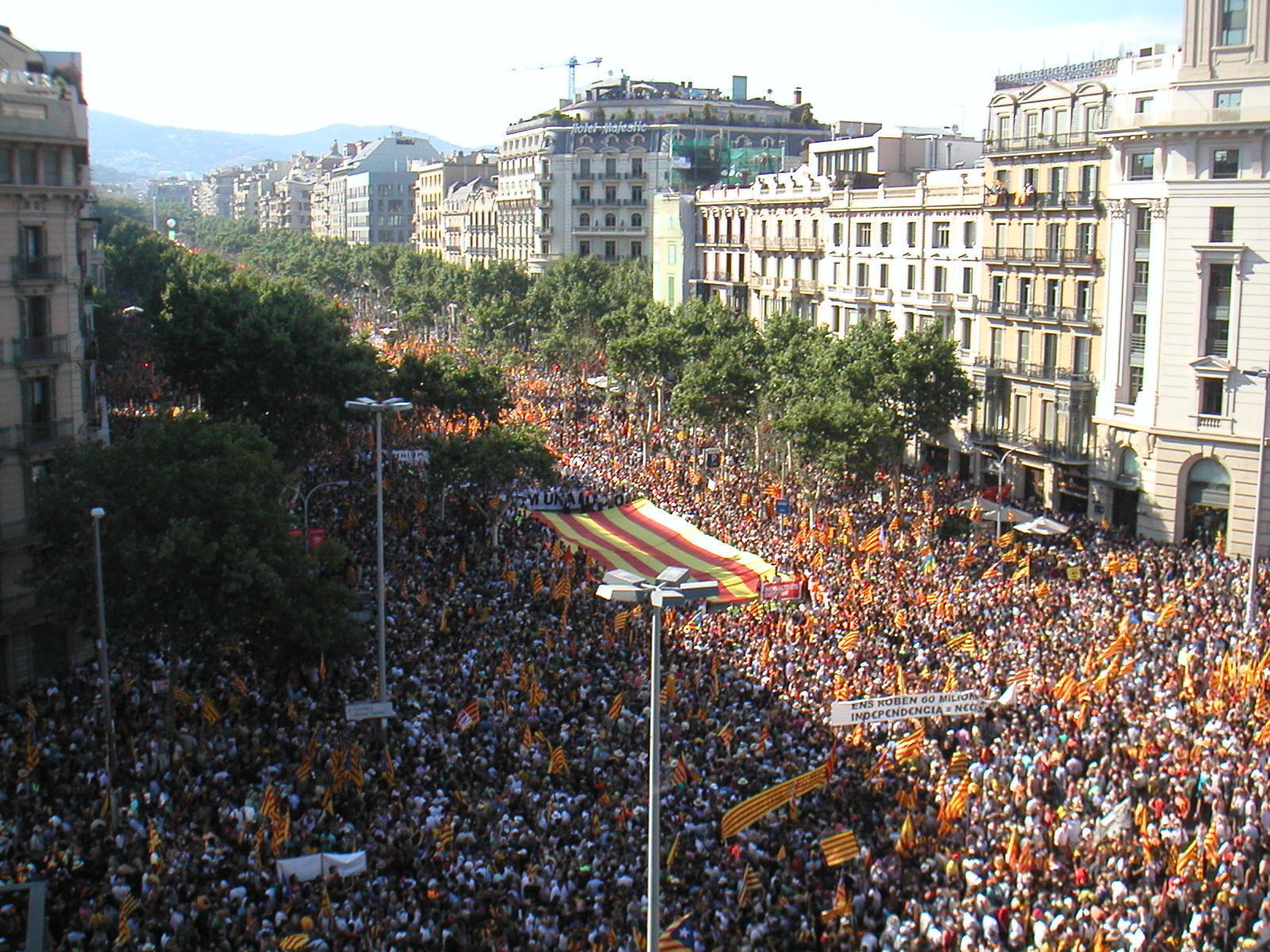
Gran concentració de persones

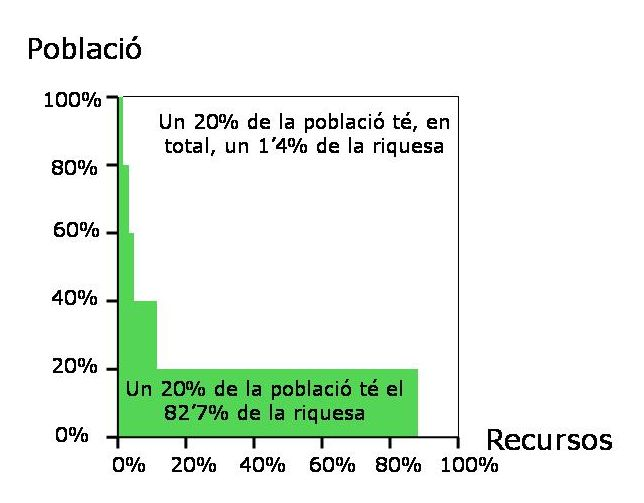
Distribució dels recursos al món, any 1992

Des de la Segona Guerra Mundial fins a l'actualitat vivim en una època extremament singular per les variacions espectaculars de pràcticament tots els factors que intervenen en la valoració de la capacitat de càrrega de la Terra. La població s'ha triplicat des dels més de 2.000 milions fins als més de 6.000 milions actuals. Malgrat que la taxa de creixement ha disminuït, la velocitat de creixement és encara elevadíssima, tant que, si no canvia dràstica i ràpidament, es superarà els 10.000 milions de persones abans d'acabar la primera meitat del segle xxi.
La població humana havia augmentat d'una manera molt més lineal a les dues primeres fases. Per exemple, hom estima que hi devien haver uns 500 milions de persones al món a l'inici del segle xvii, i que la població només s'havia duplicat dos cops en més de dos mil anys, des del segle V aC aproximadament, al que s'estimen uns 125 milions de persones.
Als anys 60 del segle els primers informes del Club de Roma ja van alertar sobre l'esgotament de recursos naturals, però els recursos més crítics, fins i tot més que els energètics i els materials, per a la supervivència de la població són els més bàsics, per a satisfer les necessitats mínimes de l'alimentació. Molts d'aquest recursos aniran desapareixent durant el segle xxi.
La quantitat de generacions que aconsegueixin sobreviure depèn de l'equilibri entre la quantitat de població i el consum de recursos, la insostenibilitat condueix a la desaparició de l'espècie. En el cas humà, hi ha un altre aspecte de gran importància: la distribució dels recursos, o el benestar que produeixen mesurat en termes econòmics clàssics de riquesa. La tendència actual és que a la Terra hi ha cada cop menys rics, però que són cada vegada més rics, i més quantitat de pobres, que cada cop ho són més. Si ordenem la població per ingressos que rep i l'agrupen en cinc franges de més a menys rics, tenim que la franja població més rica disposa de més de quatre cinquenes parts de la riquesa mundial (concretament un 82,7%), mentre qua la franja formada pels més pobres només rep un 1,4% dels ingressos totals del món. L'increment de la riquesa dels més rics va acompanyada d'excessos i tipus de consum insostenibles, mentre que l'augment de la pobresa dels més pobres comporta tendències "de supervivència" no sempre respectuoses amb el medi ambient, com per exemple haver de talar arbres per a poder cultivar o fer foc per a poder sobreviure.